# Militärdenkzeichen für 1813/1815

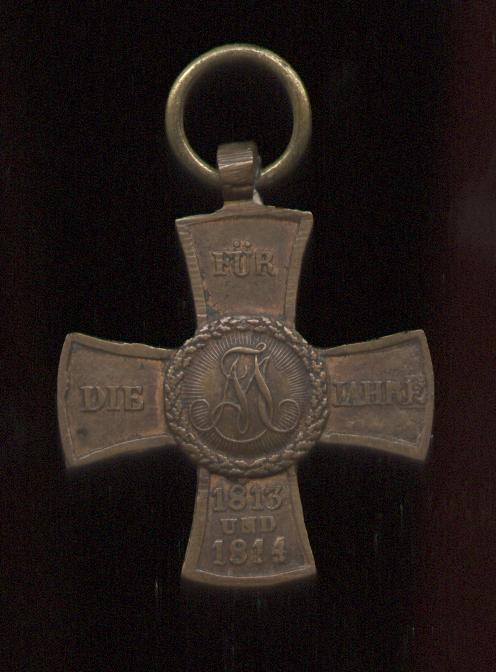
Militärdenkzeichen 1813/15, Vorderseite

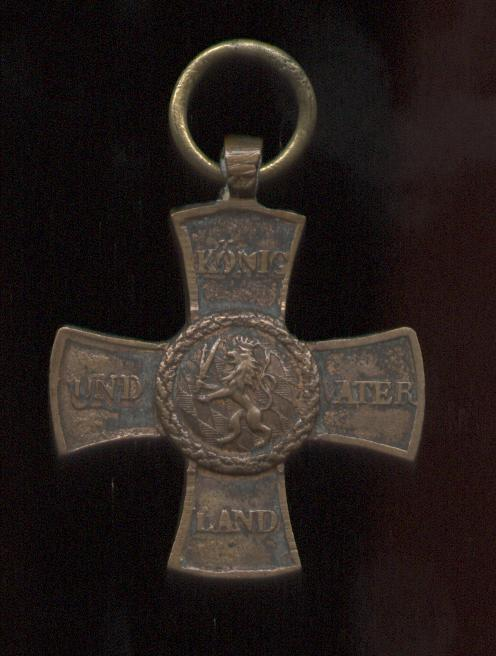
Militärdenkzeichen 1813/15, Rückseite

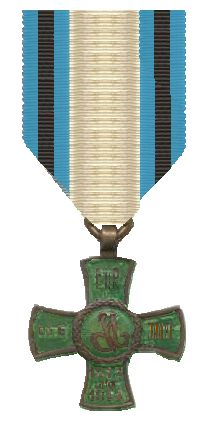
Militärdenkzeichen für 1813/1815

Das Militärdenkzeichen für 1813/1815 wurde am 4. Dezember 1814 von König Maximilian I. Joseph von Bayern gestiftet und konnte an alle Teilnehmer der Befreiungskriege verliehen werden. Per Erlass vom 27. März 1817 wurde es auch für das Kriegsjahr 1815 ausgeweitet.

## Aussehen
Das bronzene Kreuz zeigt auf den Kreuzarmen von oben nach unten die Inschrift  FÜR DIE JAHRE 1813 UND 1814. Im von einem Lorbeerkranz umschlossenen Medaillon sind die verschlungenen Initialen des Stifters MJ (Maximilian Joseph) zu sehen. Rückseitig auf den Kreuzarmen KÖNIG UND VATER LAND sowie mittig ein nach links schreitender gekrönter Löwe mit Schwert und Zepter. Auch hier von einem Lorbeerkranz umschlossen.

## Trageweise
Getragen wurde die Auszeichnung an einem weißen Band mit hellblauen und schwarzen Seitenstreifen auf der linken Brust.

## Sonstiges
Fürst Carl Philipp von Wrede, der Oberkommandierende der bayerischen Streitkräfte, erhielt als einziger eine Sonderform des Militärdenkzeichens. Diese war doppelt so groß und wurde als Halsorden getragen.